# دونالد بيتري
دونالد بيتري (7 سبتمبر1846- 1 سبتمبر 1925) (بالإنجليزية: Donald Petrie) هو عالم نبات نيوزيلندي , وُلِد بيتري في أبرشية إدينكيلي, ودرس في مدرسة أبردين جرامر الثانوية ودرس الجماعة في University of Aberdeen .

## عمله
عُرف بإسهاماته في دراسة وتصنيف النباتات الأصلية لنيوزيلندا خلال أواخر القرن التاسع عشر وبدايات القرن العشرين. تلقى تعليمه في جامعة أبردين باسكتلندا، حيث درس العلوم الطبيعية، قبل أن ينتقل إلى نيوزيلندا ويكرّس جهوده لدراسة النباتات المحلية.
تميّز بيتري بعمله في توثيق الأنواع النباتية المستوطنة، لا سيما في المناطق الجبلية والساحلية، ونشر العديد من أبحاثه في مجلات علمية مثل Transactions and Proceedings of the New Zealand Institute. قدّم وصفًا علميًا لعدد من الأنواع الجديدة وأسهم في إثراء التصنيف النباتي النيوزيلندي، مع التركيز على النباتات الوعائية.
قام بالتدرس في كلية التدريب الكنيسة الحرة في غلاوس , وأكاديميا غلاوسكو,وكلية سكوتش .
سجل عدد من الأنواع النباتية باسمه تكريماً لمساهماته، ويُشار إليه في علم النبات بالاختصار "Petrie" عند تسمية الأنواع. كما شارك في تبادل العينات النباتية مع مؤسسات علمية وحدائق نباتية دولية، مما عزّز حضور فلورا نيوزيلندا في الدراسات العالمية.

## الأنواع التي سميت تكريما لبيتري
كارمايكليا بيتري